# کوری گراهام
کوری گراهام (انگلیسی: Currie Graham؛ زادهٔ ۲۶ فوریهٔ ۱۹۶۵) یک هنرپیشه اهل کانادا است.
او در فیلم‌های حمله به کلانتری ۱۳ و پول برای هیچ بازی کرده‌است.